# Baye, Marne

Baye este o comună în departamentul Marne, Franța. În 2009 avea o populație de 384 de locuitori.